# Rhachioplex
Rhachioplex är ett släkte av steklar. Rhachioplex ingår i familjen brokparasitsteklar.
Kladogram enligt Catalogue of Life:
| Rhachioplex | \| \| Rhachioplex aulacodis \| \| \| \| \| \| Rhachioplex javanicus \| \| \| \| |
|             | \| \| Rhachioplex aulacodis \| \| \| \| \| \| Rhachioplex javanicus \| \| \| \| |
|             | Rhachioplex aulacodis                                                           |
|             |                                                                                 |
|             | Rhachioplex javanicus                                                           |
|             |                                                                                 |